# Andrena varia
Andrena varia är en biart som beskrevs av Pérez 1895. Andrena varia ingår i släktet sandbin, och familjen grävbin. Inga underarter finns listade i Catalogue of Life.